# Formose Mendy (futbolista nacido en 2001)
Formose Mendy (Dakar, 2 de enero de 2001) es un futbolista senegalés que juega de defensa en el F. C. Lorient de la Ligue 1.

## Selección nacional

### Participaciones en Copas del Mundo
| Mundial                        | Sede  | Resultado        | Partidos | Goles |
| ------------------------------ | ----- | ---------------- | -------- | ----- |
| Copa Mundial de Fútbol de 2022 | Catar | Octavos de final | 0        | 0     |

## Estadísticas

### Clubes
Actualizado al último partido disputado el 11 de febrero de 2024.
| Club                  | Div.          | Temporada     | Liga  | Liga  | Copas nacionales | Copas nacionales | Copas internacionales | Copas internacionales | Total | Total |
| Club                  | Div.          | Temporada     | Part. | Goles | Part.            | Goles            | Part.                 | Goles                 | Part. | Goles |
| --------------------- | ------------- | ------------- | ----- | ----- | ---------------- | ---------------- | --------------------- | --------------------- | ----- | ----- |
| Club NXT · Bélgica    | 2.ª           | 2020-21       | 12    | 0     | —                | —                | —                     | —                     | 12    | 0     |
| Club NXT · Bélgica    | Total club    | Total club    | 12    | 0     | 0                | 0                | 0                     | 0                     | 12    | 0     |
| Amiens S. C. Francia  | 2.ª           | 2021-22       | 31    | 1     | 5                | 1                | —                     | —                     | 36    | 2     |
| Amiens S. C. Francia  | 2.ª           | 2022-23       | 32    | 1     | 0                | 0                | —                     | —                     | 32    | 1     |
| Amiens S. C. Francia  | Total club    | Total club    | 63    | 2     | 5                | 1                | 0                     | 0                     | 68    | 3     |
| F. C. Lorient Francia | 1.ª           | 2023-24       | 12    | 0     | 0                | 0                | —                     | —                     | 12    | 0     |
| F. C. Lorient Francia | Total club    | Total club    | 12    | 0     | 0                | 0                | 0                     | 0                     | 12    | 0     |
| Total carrera         | Total carrera | Total carrera | 87    | 2     | 5                | 1                | 0                     | 0                     | 92    | 3     |